# Elektricitet
Elektricitet (njem. Elektrizität, prema engl. electricity i franc. électricité < znanstv. lat. electricitas, izvedeno od electricus: električan, prema lat. electrum < grč. ἤλεϰτρον: jantar) je svojstvo tvari koje potječe od viška pozitivno ili negativno električki nabijenih čestica.
Još u antičko vrijeme zapažena je pojava da jantar, kada ga se trlja, dobiva svojstvo privlačenja sitnih čestica. Godine 1600. engleski liječnik William Gilbert, prema grčkom nazivu za jantar (grč. ἤλεϰτρον), nazvao je natrte stvari s opisanim svojstvima električna tijela (lat. corpora electrica). Elektricitet se s jednoga tijela može prenositi na drugo. Količina elektriciteta naziva se električni naboj.
U atomu je pozitivni naboj atomske jezgre jednak negativnomu naboju svih elektrona, odnosno broj protona jednak broju elektrona, pa se zato djelovanja tih naboja prema van međusobno poništavaju ili neutraliziraju. Tek kada se u nekom tijelu odvoji dio elektrona od atoma, dolaze do izražaja privlačne sile između pozitivnih i negativnih čestica. Te sile nastoje elektrone ponovno vratiti na ona mjesta u atomu na kojima su se prije nalazili. Zbog djelovanja tih sila dolazi do gibanja električki nabijenih čestica ili električne struje. Odvajanje elektrona od pripadnih atomskih jezgara čini temelj proizvodnje električne energije. U galvanskim člancima i akumulatorima razdvajanje elektriciteta izvode kemijske sile. Za dobivanje velike količine električne energije služe električni generatori. 
Elektroni lako prolaze kroz dobre električne vodiče (na primjer kovine), a teško kroz loše vodiče ili izolatore (na primjer zrak, kaučuk, porculan). Ako se vodič stavi u blizinu naelektriziranog tijela, to će tijelo, već prema vrsti svojega naboja, elektrone vodiča ili privući u što veću blizinu ili odbiti od sebe u najveću moguću daljinu. Taj način razdvajanja elektriciteta u vodiču naziva se influencija.
Električni naboj je jedno od temeljnih očuvanih svojstava elementarnih čestica. Pojave vezane za naboj u mirovanju opisujemo granom fizike koju nazivamo elektrostatika. Naboj u mirovanju također nazivamo statičkim ili elektrostatičkim nabojem. Naboj u gibanju nazivamo električnom strujom, a povezane pojave opisujemo elektrodinamikom. Postojanje elektriciteta zapaža se u prostoru posredstvom elektromagnetskog polja koje nastaje oko naboja. Ako naboj miruje postoji samo električno polje, takozvano elektrostatsko polje. Naboj u pokretu stvara i magnetsku komponentu elektromagnetskog polja. Elektricitet je otkriven zapažanjem postojanja elektrostatskog polja (privlačenje sitnih predmeta) u blizini naelektriziranog štapića od jantara.

## Piezoelektricitet
Piezoelektrični efekt (grč. piezo - gurati) ili piezoelektrični učinak je pojava stvaranja električnog naboja na površini posebno odrezanog kristala (čvrsti dielektrik - izolator) koji je elastično deformiran vanjskom silom. Jedna strana (površina) tog kristala nabit će se negativno, a druga pozitivno. Dakle, kristal postaje električki polariziran. Polarizacija kristala je najveća kada je naprezanje usmjereno u pravcu piezoelektrične osi kristala. Promjenom smjera deformacije (tlak - vlak) dolazi do polarizacije obrnutog smjera. Piezoelektrični efekt otkrili su 1890. Jacques i Pierre Curie. Koristi se u senzorima tlaka. Najznačajniji piezoelektrični materijali su kvarc (SiO2), Seignettova sol, turmalin, topaz, kost, svila, drvo, te umjetni materijali poput raznih vrsta keramike, plastike i kristala, a u novije vrijeme PZT keramike. Iako je dugo nakon otkrića bio samo zanimljiv laboratorijski efekt, s vremenom je pronašao primjenu u brojnim uređajima. Prisutan je i obrnuti efekt: mehanička deformacija materijala kada je na njega primijenjen električni napon.

## Atomizam elektriciteta
Pobjeda atomističke hipoteze nužno je vodila do pomisli da se i elektricitet mora sastojati od određenih sićušnih dijelova. Atomistička struktura elektriciteta prvi put se očitovala u elektrolitskim pojavama. 
Poznato je da je čista voda vrlo slab vodič električne struje. No otopimo li u njoj neku sol ili kiselinu, tada se otopina pokazuje vrlo dobrim električnim vodičem. Električne struje u otopinama vezane su s kemijskim rastvaranjem soli ili kiseline. Dok teče struja između negativno nabijene katode i pozitivno nabijene anode, koje su uronjene u tekućinu, na katodi i anodi izlučuju se komponente koje sastavljaju sol ili kiselinu. Tako kod elektrolize kuhinjske soli NaCl natrij odlazi katodi, a klor anodi. Za razumijevanje elektrolitskih pojava važno je opažanje da električne struje teku otopinom već na najmanjem električnom naponu između katode i anode. Odatle proizlazi da molekule soli i kiselina moraju već prije biti rastavljene na pozitivne i negativne dijelove. Kad uključimo neki električni napon, on samo prenosi pozitivne čestice prema katodi, a negativne prema anodi. Nabijeni dijelovi molekula koji se kreću otopinom zovu se Arrheniusovi ioni. To mogu biti i atomi, kao što smo vidjeli kod elektrolize kuhinjske soli, ili grupe atoma. 
Pokusnim ispitivanjima Faraday je 1832. našao osnovne zakone elektrolize, koji, objašnjeni preko atoma, kažu da isti broj atoma jednovalentnih elemenata nosi sa sobom jednaku količinu elektriciteta. Potrebna je ista količina elektriciteta da se iz otopine izluči 1 gram vodika (H), 23 grama natrija (Na), 35,5 grama klora (Cl) i 197,2 grama zlata (Au). 
No te se količine odnose zaista kao atomske težine tih kemijskih elemenata. Faradayeva konstanta, to jest množina elektriciteta što ga prenosi Avogadrov broj atoma, jednaka je:
{\displaystyle F=96\,485,332\,12\,{\frac {\mathrm {C} }{\mathrm {mol} }}}
Taj se rezultat pokusa može najbolje protumačiti predodžbom da na svaki atom dolazi jedan atom elektriciteta. Ta temeljna količina elektriciteta pomnožena Avogadrovim brojem NA jednaka je tada Faradayevoj konstanti:
{\displaystyle F\,=\,e\cdot N_{A}}
Odatle dobivamo da je najmanji električni naboj jednak e = 1,602 176 634 × 10−19 C
Tu osnovnu količinu elektriciteta prvi je uveo George Johnstone Stoney. Ona je osnovna konstanta fizike i elektrokemije.
Ioni mogu biti nabijeni električki pozitivno i negativno. Njihov najmanji električni naboj može biti + e ili - e. No pored toga mogu ioni često imati i naboj 2∙e, 3∙e, i tako dalje. Elektricitet se pojavljuje uvijek kao cijeli broj Stoneyeve elementarne količine naboja. 
Elektricitet zamjećujemo po silama koja vladaju između elektriziranih tijela. Trenje je najpoznatiji način elektriziranja. Analiza sila koje vladaju između tijela u takvom stanju vodi nas neposredno do predodžbe o električnom naboju i električnom polju.
R. A. Millikan je pronašao točnu metodu po kojoj možemo ispitivati sile na sasvim sićušne čestice materije. Parafinsko ulje rasprši se u sitne, tek mikroskopski vidljive kapljice. Svaka kapljica ponese sa sobom određenu količinu elektriciteta. Te kapljice stavljaju se između ploča električnog kondenzatora. Ako same ploče nisu nabijene, kapljice padaju prema dolje. Na njih djeluje sila teža. Ako se ploče nabiju, kapljice ulja prestaju jednoliko padati. Neke se počinju dizati, druge padaju sporije ili brže. Očito je da je električno stanje koje potječe od nabijenih ploča kondenzatora jednako u čitavom prostoru kondenzatora. Budući da na kapljice djeluju različite sile, moraju se među sobom razlikovati svojim vlastitim električnim stanjem. Velimo, kapljice ulja imaju različiti električni naboj, pa zato na njih djeluju slabije ili jače električne sile. Sila na svaku kapljicu može se prikazati kao umnožak dvaju čimbenika: prvi je čimbenik električni naboj kapljice, drugi je čimbenik određen prirodom kondenzatora - to je električno polje kondenzatora. Dva su ova čimbenika zaista nezavisna, vidi se najbolje kad se pojačava ili oslabljuje električni naboj kondenzatora. Tada sila na sve kapljice ulja raste ili pada za isti čimbenik. Električni naboj označit ćemo s e, a električno polje s E, pa silu F možemo pisati u obliku:
{\displaystyle \mathbf {F} =e\cdot \mathbf {E} }
Stavimo li naboj e jednak 1, tad je iznos sile jednak polju E. Električno polje, prema tome, jednako je sili na jedinicu pozitivnog električnog naboja. U našem kondenzatoru, koji stoji vodoravno, električno polje ima smjer prema gore ili prema dolje, već prema tome da li gornja ploča kondenzatora ima negativan ili pozitivan naboj. Smjer električnog polja daje sila na pozitivan naboj. Kao pozitivan naboj uzet je naboj natrljanog staklenog štapa, kojim smo na primjer mogli nabiti gornju ploču kondenzatora. 
Da kapljicama ulja moramo pripisati pozitivan ili negativan naboj, vidi se odatle što neke bivaju u kondenzatoru ubrzane prema gore, neke prema dolje. Ako je gornja ploča kondenzatora nabijena pozitivno, a donja negativno, tada električno polje ima smjer prema dolje. Ono, dakle, pozitivno nabijene kapljice ulja ubrzava prema dolje, a negativno nabijene kapljice diže prema gore.
Milikanov pokus služi za točno određivanje naboja. Promatrajmo neku nabijenu kapljicu između ploča kondenzatora. Pod utjecajem sile teže ona pada dolje. No sad se može električni naboj tako mijenjati da električna sila drži ravnotežu sili teži. Polje kondenzatora vuče kapljicu silom e∙E prema gore, a sila m∙g prema dolje. U slučaju da kapljica lebdi slobodno, imamo jednadžbu ravnoteže:
{\displaystyle m\cdot g=e\cdot E}
Masa kapljica ulja je poznata jer znamo gustoću ulja i promjer kapljica, a električno polje možemo lako mjeriti. Iz gornje jednadžbe može se dakle izračunati električni naboj kapljica ulja. Milikan je našao da je električni naboj kapljice uvijek jednak cijelom broju Stoneyeva elementarnog naboja. Obasjavajući zrakama, može se sasvim malo mijenjati naboj. Tada se opaža da takva promjena iznosi uvijek najmanje jednu elementarnu količinu naboja, ili dvije, tri, i tako dalje. Time su Milikanovi pokusi nedvojbeno utvrdili atomističku strukturu elektriciteta. 
Analiza električnih sila vodi nas zaključku da u električnim pojavama imamo dva različita čimbenika: električni naboj i električno polje. Električni naboj javlja se kao svojstvo čestica, a električno polje zamjećujemo u prostoru oko električnih tijela, dakle, oko električnih naboja. Dođe li neki električni naboj u prostor, gdje vlada neko električno polje, on biva ubrzan ili usporen. Sila se može prikazati kao umnožak električnog naboja i vanjsko električnog polja. Veza između naboja i polja je najjednostavnija što se može zamisliti. 
Pored električnih polja potrebno je uvesti i električni napon U. Kad pomičemo neki električni naboj u električnom polju, vršimo mehanički rad. Uzmimo na primjer da pozitivni naboj pomaknemo od negativne do pozitivne ploče kondenzatora. Na naboj djeluje sila e∙E, pa pri pomaku d vršimo rad e∙E∙d. Električni napon kondenzatora U jednak je radu jediničnog naboja na putu od jedne ploče do druge:
{\displaystyle U=E\cdot d}
U praksi obično znamo električni napon između ploča kondenzatora. Električno polje možemo tada proračunati:
{\displaystyle E={\frac {U}{d}}\ }
Pri danom naponu, na primjer napona električnih vodova mreže, električno polje je to jače što su ploče kondenzatora bliže. 
Zgodno je uvesti i električni napon između bilo koje dvije točke u prostoru gdje vlada električno polje. Električni napon između dvije točke jednak je općenito radu što ga vršimo kad jedinični pozitivni naboj pomaknemo od jedne točke do druge. 
Uzmemo li specijalno jednu točku ili neku plohu kao stalnu (na primjer tlo ili neku metalnu ploču ili beskrajno daleku točku), to je električni napon funkcija od druge točke prostora. Tako shvaćen električni napon zvat ćemo električnim potencijalom i tom potencijalu dat ćemo vrijednost nula u čvrstoj točki ili čvrstoj plohi. Potencijal ćemo označit slovom V. U svakoj točki prostora ima električni naboj e potencijalnu energiju e∙V. 
Kao mjerna jedinica električnog napona je 1 volt (V).

## Vanjske poveznice
- Web courseware Povijest fizike